# Paco Santamaría
Pour les articles homonymes, voir Santamaria (homonymie).
Paco Santamaría, né le 8 septembre 1936 à Santander en Espagne, est un footballeur international espagnol au cours d'une carrière qui s'étend de 1955 à 1969. Il dispute sa carrière professionnelle au Racing de Santander puis au Real Saragosse.

## Biographie

### Carrière de joueur

#### En club
Né le 8 septembre 1936 à Santander, Francisco Santamaría Mirones, surnommé Paco, commence sa carrière de footballeur professionnel dans le club de sa commune natale, le Racing de Santander, qui évolue en Segunda División. Il dispute son premier match à ce niveau le 6 novembre 1955 lors de la réception d'Osasuna qui se solde par une victoire des visiteurs 2-1. Il obtient le titre de cette division en 1960 et découvre ensuite la Primera División la saison suivante.
Il rejoint le Real Saragosse en 1962. Il joue avec ce club durant sept saisons et fait partie de l'équipe surnommée los Magníficos à cette période. Il arrête sa carrière en 1969.
Le bilan de la carrière en club de Paco Santamaría s'élève à 213 matchs en première division (un but), et 125 matchs en deuxième division.

#### En sélection
La seule et unique sélection en équipe nationale de Paco Santamaría a lieu le 23 octobre 1966, lors d'un match contre la république d'Irlande, qui se solde par un match nul 0-0.

### Après-carrière
Paco Santamaría est brièvement directeur général du Real Saragosse dans les années 1980 sous la présidence de Miguel Beltrán. Il a également figuré dans l'encadrement du Xerez Club Deportivo, au poste de secrétaire technique.

## Palmarès et statistiques

### Palmarès
Paco Santamaría remporte avec le Racing de Santander la Segunda División en 1960.
Avec le Real Saragosse, il gagne la Coupe d'Espagne en 1964 et en 1966. Il en est finaliste en 1963 et en 1965. Au niveau européen, il remporte la Coupe des villes de foires en 1964 et en est finaliste en 1966.

### Statistiques
Le tableau ci-dessous résume les statistiques en match officiel de Paco Santamaría durant sa carrière de joueur professionnel,.
| Saison                | Club                  | Championnat           | Championnat | Championnat | Coupe(s) nationale(s) | Coupe(s) nationale(s) | Compétition(s) continentale(s) | Compétition(s) continentale(s) | Compétition(s) continentale(s) | Sélection       | Sélection | Sélection | Total | Total |
| Saison                | Club                  | Division              | M.          | B.          | M.                    | B.                    | Comp.                          | M.                             | B.                             | Équipe          | M.        | B.        | M.    | B.    |
| 1955-1956             | Racing de Santander   | Segunda División      | 4           | 0           | -                     | -                     | -                              | -                              | -                              | -               | -         | -         | 4     | 0     |
| 1956-1957             | Racing de Santander   | Segunda División      | 35          | 0           | -                     | -                     | -                              | -                              | -                              | -               | -         | -         | 35    | 0     |
| 1957-1958             | Racing de Santander   | Segunda División      | 29          | 0           | -                     | -                     | -                              | -                              | -                              | -               | -         | -         | 29    | 0     |
| 1958-1959             | Racing de Santander   | Segunda División      | 28          | 0           | 1                     | 0                     | -                              | -                              | -                              | -               | -         | -         | 29    | 0     |
| 1959-1960             | Racing de Santander   | Segunda División      | 29          | 0           | 3                     | 0                     | -                              | -                              | -                              | Espagne espoirs | 1         | 0         | 33    | 0     |
| 1960-1961             | Racing de Santander   | Primera División      | 30          | 0           | 5                     | 1                     | -                              | -                              | -                              | -               | -         | -         | 35    | 1     |
| 1961-1962             | Racing de Santander   | Primera División      | 30+1        | 0           | 5                     | 0                     | -                              | -                              | -                              | -               | -         | -         | 36    | 0     |
| 1962-1963             | Real Saragosse        | Primera División      | 29          | 0           | 10                    | 0                     | C3                             | 2                              | 0                              | -               | -         | -         | 41    | 0     |
| 1963-1964             | Real Saragosse        | Primera División      | 21          | 0           | 7                     | 0                     | C3                             | 8                              | 0                              | -               | -         | -         | 36    | 0     |
| 1964-1965             | Real Saragosse        | Primera División      | 30          | 0           | 9                     | 0                     | C2                             | 8                              | 0                              | -               | -         | -         | 47    | 0     |
| 1965-1966             | Real Saragosse        | Primera División      | 25          | 0           | 9                     | 0                     | C3                             | 12                             | 0                              | -               | -         | -         | 46    | 0     |
| 1966-1967             | Real Saragosse        | Primera División      | 11          | 0           | -                     | -                     | C2                             | 4                              | 0                              | Espagne         | 1         | 0         | 16    | 0     |
| 1967-1968             | Real Saragosse        | Primera División      | 22          | 1           | 6                     | 0                     | C3                             | 1                              | 0                              | -               | -         | -         | 29    | 1     |
| 1968-1969             | Real Saragosse        | Primera División      | 15          | 0           | -                     | -                     | C3                             | 3                              | 0                              | -               | -         | -         | 18    | 0     |
| Total sur la carrière | Total sur la carrière | Total sur la carrière | 339         | 1           | 55                    | 1                     | -                              | 38                             | 0                              | -               | 2         | 0         | 434   | 2     |